# Gonomyia subscimitar
Gonomyia subscimitar är en tvåvingeart som beskrevs av Alexander 1946. Gonomyia subscimitar ingår i släktet Gonomyia och familjen småharkrankar.
Artens utbredningsområde är Peru. Inga underarter finns listade i Catalogue of Life.